# Felipe el Diácono
Felipe el Diácono fue un judío grecoparlante del siglo I que aparece en el libro bíblico Hechos de los Apóstoles y que no debe confundirse con Felipe el Apóstol. Felipe el diácono fue constituido para  cuidar a los pobres de la comunidad cristiana de Jerusalén cuando los apóstoles ordenan a los primeros siete diáconos (Hechos 6). Felipe fue elegido por Dios para evangelizar, convertir al cristianismo y bautizar al primer no judío, un eunuco etíope en Gaza, acontecimiento que suele tomarse como el punto de partida de la Iglesia etíope (Hechos, 8). Felipe apodado el Evangelista predicó e hizo milagros en Samaria, convirtió a Simón el Mago y sanó, exorcizó y bautizó a gran cantidad de samaritanos, fueron tantos que la situación obligó a Pedro a dirigirse junto con Juan a Samaria para impartir el sacramento de la Confirmación a los integrantes de esta nueva comunidad. Más tarde, se radicó en Cesarea, donde tuvo cuatro hijas, las cuales adquirieron el don de profecía, y allí recibió la visita de Pablo de Tarso (Hechos, 21).Felipe fue muy centrado en Dios.